# Rock-o-rico (bande originale)
Pour le film homonyme, voir Rock-o-rico.
Rock-o-rico est la version française de la bande originale du film homonyme de Don Bluth. L'album sort en 1992.

## Autour de la BORock-o-rico
Paroles et musique originales : T.J. Kuenster 

Éditions : Goldcrest Films & Television Inc. (EMI Music Publishing)
Adaptations françaises : Boris Bergman 

Titres 1, 2, 3, 5 : Réalisation Eddy Mitchell - Ingénieur du son : Georges Blumenfeld 

Titres 4, 6, 7, 8, 9, 10, 11 : Réalisation Boris Bergman - Ingénieurs du son : Bruno Faurier et Didier Bader

Coordination artistique : Sylvie Peyre et Jacques Leglou

## Titres
| No  | Titre                                                            | Durée      |
| --- | ---------------------------------------------------------------- | ---------- |
| 1.  | Rock O' Rico (Eddy Mitchell)                                     | 2 min 05 s |
| 2.  | Sacré soleil (Eddy Mitchell)                                     | 2 min 02 s |
| 3.  | Ergomane (Eddy Mitchell)                                         | 2 min 00 s |
| 4.  | Nage ou coule (Lio et Paul Ives)                                 | 1 min 33 s |
| 5.  | Plus rien sans elle (Eddy Mitchell et Lio)                       | 2 min 43 s |
| 6.  | Chien perdu sans lacets (Philippe Dumas)                         | 1 min 51 s |
| 7.  | A bas le soleil (Tom Novembre et le chœur des Chouettes)         | 2 min 01 s |
| 8.  | La complainte du Grand Duc (Tom Novembre)                        | 1 min 10 s |
| 9.  | Tweedle Lee-Dee (Tom Novembre et le chœur des Chouettes)         | 19 s       |
| 10. | Un chouette pique-nique (Tom Novembre et le Chœur des Chouettes) | 42 s       |
| 11. | Le chant du videur (Le Chœur des videurs)                        | 35 s       |

## Musiciens
- Harmonica : Jean-Jacques Milteau
- Guitare : Jean-Michel Kajdan
- Batterie : Kirt Rust
- Basse : Evert Verhees
- Claviers : Arnaud Dunoyer
- Guitare et direction musicale : Christian Leroux
- Trombone : Alex Perdigon
- Trompette : Kako Bessot
- Trompette : Éric Giausserand
- Saxophone : Michel Gaucher
- Chœurs : Slim Batteux, Alain Labacci, Luc Bertin